# 윤지선 (철학자)
윤지선(1979년~) 은 경상도 출신이다. 경상남도 소재 창원대학교 교수 윤김지영이 쌍둥이 동생이다. 윤지선은 현재 세종대학교 비정규 교원이다. 시간강사, 초빙교수 등으로 불린다.

## 경력
- 2020년 3월 8일 여성의당 가입. 여성의당 가입에 대한 글을 올린 적이 있었으며, 창당일인 3월 8일 이전에도 다른 의원들이랑 함께 했다.
- 2020년 가톨릭대학교 시간강사
- 현재 - 세종대학교 시간강사

## 학력
- 클레르몽페랑 제2대학 철학 학사
- 파리 제8대학교 현대철학 석사
- 파리 제8대학교 현대철학 박사

## 논문
- 《장기-몸(intestins-corps)의 봉기로서의 출산》. 철학연구회. 2016년 12월.[2]
- 《가부장제 의미경제 구조 분석을 통한 인공 임신중절 담론 재고찰》. 철학연구회. 2018년 6월.[3]
- 《디지털 성범죄 시스템의 형이상학적 분쇄도》. 철학연구회. 2018년 9월.[4]
- 《페미니즘 지질경제정동역학: 탈지층화-노동-정동-물질 개념 프리즘을 통한 탈코르셋운동의 의미경제 분석》. 철학연구회. 2019년 5월.[5]
- 《‘관음충’의 발생학: 한국남성성의 불완전변태과정(homomorphism)의 추이에 대한 신물질주의적 분석》. 철학연구회. 2019년 12월.[6] -> 해당 논문에 대한 논란 및 문제점은 다음 문단 참조.

## 가족
- 여동생 윤김지영

## 논란

### 「‘관음충’의 발생학』 남성혐오 논문 게재 사건
당시 가톨릭대학교 시간강사이던 윤지선은 2019년 철학연구회 학술잡지에 게재된 논문 '관음충의 발생학'에서 유튜버 보겸이 만들어 유행시킨 '보이루'가 '보지'+'하이루'라고 주장하였다. 이에 유튜버 보겸은 2021년 2월 공식적인 입장을 밝히며 '보이루'(보겸+하이루)는 보겸과 보겸의 팬들 상호간 인사말로 사용하는 '보겸+하이루'라며 허위사실이 포함된 논문의 적합성에 대하여 가톨릭대학교와 철학연구회에 이의를 제기하였고 윤지선에게 허위부분의 정정과 사과를 요구하였다.
이 사건이 해결되지 않자 교수들도 교수신문 등에 의견을 기고하였는데 대체로 논문에 문제가 있다는 내용이다.
논문에서 인용한 곤충 관련 인용에 대하여 초파리 유전학자인 김우재가 부적절한 인용이라는 의견을 보였으며,
서강대학교 철학과 교수이자 분석철학자인 김영건 교수는 “이 글(논문)은 ‘지적 사기’를 떠오르게 만든다”면서 “과학의 개념을 사용하여 그 개념의 정확한 의미도 모르고 겉멋만 들어서 쓸데없는 짓을 하고 있다는 비판이 아마 정확할 것”이라는 의견을 표하기도 하였다.
보겸으로부터 가톨릭대의 이의제기에 대한 결과 통지문을 검토해 달라는 부탁을 받은 경희대학교 최성호 교수는 해당 논문에 대해 "애초에 연구부정이나 연구윤리를 논할 가치 조차 없는..인터넷을 떠도는 수 많은 잡문과 비슷한 수준의 저질 텍스트"라고 하였다. 심사과정에 당연히 걸러졌어야 하는 '저질 텍스트'에 학문적 권위를 부여하고 학술지에 게재시키기까지 한 철학연구회가 가장 큰 비난을 받아야 한다고 하였다.
교수신문에서 '「‘관음충’의 발생학」 논쟁'이란 제호 아래 이충진과 윤지선의 논쟁이 이어졌다.
파이낸셜뉴스에서 윤지선의 논문에서 인용 누락 및 출처 오기 등 결함이 있는 것을 보도했다.
2021년 6월 13일 보겸은 철학연구회 127집에 수록된 해당 논문이 자신의 명예를 훼손하였다는 이유로 윤지선을 상대로 고소장을 제출했다.
한국과학기술단체총연합회(약칭 과총)는 2021년 7월 5일 소속 회원들에게 논문에 특정 인물, 집단에 대한 허위 사실을 유포해 명예 훼손, 혐오적 발언 등이 포함되지 않도록 주의하라고 요청했다. 6월 4일 국회의 임혜숙 과학기술정보통신부 장관 후보자 인사청문회를 진행할 때 허은아 국민의힘 의원의 발언을 인용하면서 "논문과 관련된 국회에서의 이같은 사유로 지적 사항이 있어 공유한다"고 명시하면서 "앞으로 학술지 지원 사업에 이러한 사례가 발생하지 않도록 유의 부탁드린다"라고 말했다.
허은아 의원은 당시 임혜숙 의원에게 철학연구회가 2019년 12월 발행한 학술지 '철학연구' 127집에 실린 남성혐오적 표현이 담긴 '관음충의 발생학' 논문을 거론하며 연구자로서 지켜야 할 연구 태도에 어긋나는 행위인 특정 인물, 단체에 대한 명예훼손, 한국 남성을 싸잡아 비하하는 '한남충'과 같은 모욕적/혐오적 발언 등을 학술지에 게재하는 것은 부적절하다고 말하면서 대책 마련을 촉구한 바 있다. 당시 청문회에서 허 의원의 요구에 "꼭 확인해 보겠다"는 입장 또한 밝혔다.
한편 2021년 3월 23일, 온라인 강의 중 외부인이 난입해 욕설을 하고 음란물 사진을 올리는 사건이 일어났다. 윤지선은 해당 사건을 일으킨 신원불상자 A를 업무방해, 모욕, 정보통신망법 위반(불법정보의 유통금지 등) 혐의로 서울경찰청 사이버수사대에 고소했다.
윤지선 강사의 온라인 강의에 무단 침입한 두 남성은 한 명은 성인, 한 명은 미성년자로 밝혀졌고, 각각 검찰과 가정법원 소년부로 송치된 것으로 알려졌다. A에게는 모욕과 업무방해, 정보통신망법상 음란물 유포, 성폭력처벌법상 통신매체이용음란죄 등이 추가로 적용됐지만 B에게는 정보통신망법 위반(정보통신망침해) 혐의만 적용됐다. 경찰은 링크 유포자는 특정하지 못했다고 밝혔다.
윤지선의 논문이 게재된 학술지를 소관하는 철학연구회 측은 2021년 3월 19일에 유튜버 김보겸 측을 비롯한 여러 이들이 제기한 논문 적합성에 대하여 홈페이지에 “연구 부정행위가 존재하지 않으며, 심사 절차상에 결함이 있지 않으므로 해당 논문에 대해 본 학회는 회칙에 따라 게재가 판정을 유지”한다는 공식 입장문을 발표하면서 저자 윤지선에게 논문의 수정을 요구하였고 저자가 수정요구를 수용했음을 밝혔다.
2022년 3월 7일 한국연구재단은 2019년 철학연구회 학술지에 게재된 세종대 윤지선 시간강사의 논문 '관음충의 발생학 : 한국 남성성의 불완전 변태 과정의 추이에 대한 신물질주의적 분석'이 연구 부정행위로 판정했다. 해당 판정은 각주 18번 수정하기 전 버전의 논문에만 해당한다. 철학연구회는 해당 논문을 연구부정행위에 해당한다고 판단, 향후 3년 이상 논문투고 금지 조치를 취해달라고 요청받았다. 그러나 이에 대해 윤지선은 여론, 학계, 언론, 정치계가 전방위적으로 21세기 시대적 금서인 마냥 제 논문을 취급하며 강제 퇴출과 중징계 압박을 행사하려고 한다고 불만을 터뜨리면서, 논문 철회 명령에 불복하여 법적으로든 끝까지 싸울 것이라고 했다.
2019년 12월에 작성된 논문에 대한 공론화가 시작된 2021년 1월부터 현재까지 1년 가까이 진행된 논문에 대한 논쟁은 마침내 보겸의 승리로 끝났다. 그럼에도 불구하고 항소하여 현재 2심 준비중이며, 법원의 조정권고도 응하지 않는 상황이라고 한다. 소모적인 소송으로 장기전으로 끌고 가겠다는 전략이다.
2023년 2심에서도  서울중앙지법 민사항소2-2부(부장판사 김창현·강영훈·노태헌)는 유튜버 보겸(본명 김보겸)이 방송에서 사용한 용어 '보이루'가 여성 혐오적 표현이라 지적한 세종대 교수에게 5000만원을 배상하라는 판결을 하였다.

## 저서

### 공저
- 윤지선·윤김지영. 《탈코르셋 선언》. 사월의책. 2019년. ISBN 978-89-97186-81-5